# Congrés Nacional Unit
El Congrés Nacional Unit (UNC o UNCTT) (en anglés, United National Congress) és un dels dos principals partits polítics de Trinitat i Tobago i l'oposició parlamentària actual. L'UNC és un partit de centreesquerra. Va ser fundat l'any 1989 per Basdeo Panday, un advocat, economista, sindicalista i actor trinitenc després d'una escissió de l'Aliança Nacional per a la Reconstrucció (NAR) governant. Després de passar sis anys a l'oposició, l'UNC va guanyar el control del govern l'any 1995, inicialment en coalició amb la NAR i més tard pel seu compte. A les eleccions generals del 2000, l'UNC va aconseguir la majoria absoluta al Parlament. L'any 2001, una escissió del partit va fer que l'UNC perdera la seua majoria parlamentària i el control del govern. Del 2001 al 2010, l'UNC va tornar a ser partit d'oposició parlamentària. El maig de 2010, l'UNC va tornar al govern com a partit majoritari de l'Associació Popular. La líder política de l'UNC, Kamla Persad-Bissessar, va jurar com a primera dona primera ministra de Trinitat i Tobago.
El símbol del partit és el sol que apareix sobre els turons de Trinitat (Trinity Hills). Històricament, l'UNC ha comptat amb el suport d'una majoria d'⁣indotrinitenses i tobagonians, especialment hindús indotrinidadians i tobagonians, per això s'anomena col·loquialment el Partit Indi o el Partit Hindú. El baptista espiritual i altres minories racials i religioses del país també donen suport al partit.
A l'oposició des de les eleccions generals de 2015, el partit compta amb 19 dels 41 membres del Parlament a la Cambra de Representants i 6 dels 31 membres del Senat, segons el mandat de la Constitució de Trinitat i Tobago a l'oposició parlamentària oficial. El partit té 67 dels 139 regidors locals i controla 7 de les 14 corporacions regionals des de les eleccions locals de Trinitat de 2019. El partit no té representació a la Cambra de l'Assemblea de Tobago.
A desembre de 2020, l'UNC té més de 120.000 membres registrats.